# Liste der albanischen Botschafter in den Vereinigten Staaten

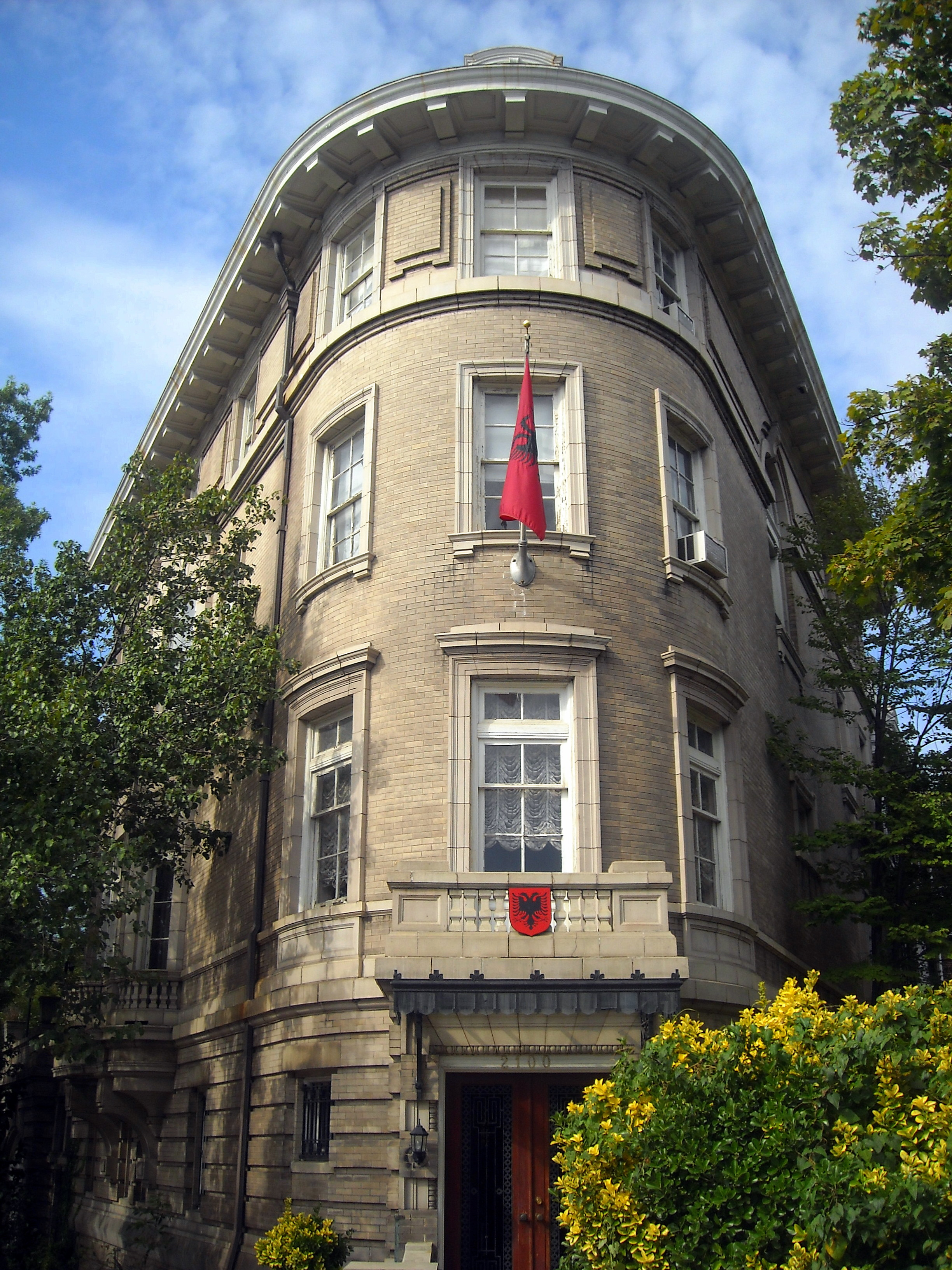
Die albanische Botschaft befindet sich in der 2100 S Street, Northwest zwischen Dupont Circle und Kalorama.

Die Liste der albanischen Botschafter in den Vereinigten Staaten enthält sämtliche Leiter der diplomatischen Vertretung Albaniens in den Vereinigten Staaten von Amerika seit der Aufnahme diplomatischer Beziehungen im Jahr 1922.
| Ernannt       | Akkreditiert  | Name                  | Bemerkungen                                               | ernannt von    | akkreditiert bei  | Posten verlassen |
| ------------- | ------------- | --------------------- | --------------------------------------------------------- | -------------- | ----------------- | ---------------- |
| 16. Juli 1926 | 8. Okt. 1926  | Faik Konica           | außerordentlicher Gesandter und Ministre plénipotentiaire | Ahmet Zogu     | Calvin Coolidge   |                  |
|               |               |                       | keine diplomatischen Beziehungen unter Enver Hoxha        |                |                   |                  |
| 15. März 1991 | 30. Apr. 1991 | Sazan Hydai Bejo      | Geschäftsträger                                           | Ramiz Alia     | George H. W. Bush |                  |
| 26. Aug. 1992 | 18. Nov. 1992 | Roland Bimo           |                                                           | Sali Berisha   | George H. W. Bush |                  |
| 30. Nov. 1993 | 9. Dez. 1993  | Lublin Hasan Dilja    |                                                           | Sali Berisha   | Bill Clinton      |                  |
| 28. Nov. 1997 | 20. Juni 2001 | Petrit Bushati        |                                                           | Rexhep Meidani | Bill Clinton      |                  |
| 11. Mai 2006  | 15. Mai 2006  | Aleksandër Sallabanda |                                                           | Alfred Moisiu  | George W. Bush    |                  |
| 5. Jan. 2011  | 23. Feb. 2011 | Gilbert Galanxhi      | 1997 Geschäftsträger in Buenos Aires                      | Bamir Topi     | Barack Obama      |                  |
| Jan. 2015     | 18. Mai 2015  | Floreta Faber         |                                                           | Bamir Topi     | Barack Obama      | 2023             |
| 10. Juli 2023 | 25. Sep. 2023 | Ervin Bushati         |                                                           | Bajram Begaj   | Joe Biden         |                  |